# Bezsenność

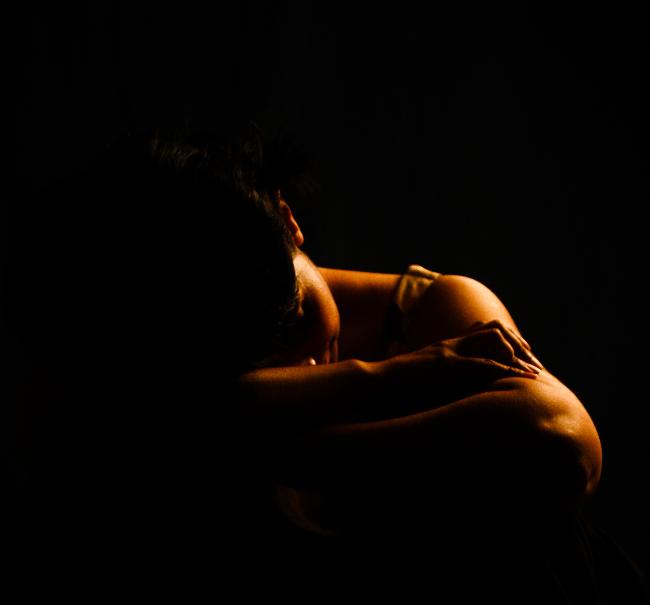
Bezsenność rocznie dotyka od 20% do 60% osób w populacji ogólnej, częściej kobiet. Jej częstość występowania wzrasta wraz z wiekiem

Bezsenność, agrypnia (łac. insomnia) – zakłócenie stanu zdrowia, w którym niewystarczająca jest długość snu lub niezadowalająca jego jakość. Może polegać na trudnościach w zasypianiu, wczesnym przebudzaniu się, wybudzaniu się w trakcie snu lub na złej jakości snu, czego następstwami w ciągu dnia są uczucie braku wypoczęcia, gorsze samopoczucie, drażliwość, osłabienie koncentracji i zdolności uczenia się. Bezsenność może być rozumiana albo jako objaw, albo jako odrębna jednostka chorobowa.

## Epidemiologia
W badaniach przekrojowych populacji ogólnej bezsenność stwierdza się u około 10–30% osób. W populacji ogólnej skargi na niewystarczającą ilość lub złą jakość snu w ciągu roku zgłasza od 20% do 50% osób. Wśród nich tylko niewielka część osób cierpi na bezsenność pierwotną – w populacji ogólnej kryteria rozpoznania bezsenności pierwotnej spełnia około 6% osób. U pozostałych osób, które stanowią większość wśród zgłaszających złą jakość snu lub niewystarczająca jego ilość, bezsenność jest przejawem innych problemów zdrowotnych – stany takie określane są mianem bezsenności wtórnej. Bezsenność jest częstsza u kobiet niż u mężczyzn. Częstość skarg na bezsenność wzrasta wraz z wiekiem, co tłumaczy się wpływem schorzeń somatycznych, nadużywania leków oraz alkoholu.

## Obraz kliniczny i rozpoznanie
Najczęstszymi skargami osób cierpiących na bezsenność są trudności z zaśnięciem, nieco rzadsze są skargi na brak ciągłości snu (wybudzanie się) i zbyt wczesne przebudzanie się (zbyt wczesne przebudzanie się bez możliwości ponownego zaśnięcia jest z kolei częstym objawem zaburzeń depresyjnych). Objawom tym u osób z bezsennością może towarzyszyć poczucie niezadowalającej jakości snu. Zwykle skargi obejmują więcej niż jeden z wymienionych objawów. Bezsenność, jako zaburzenie, stwierdza się, gdy tego rodzaju problemy skutkują odczuciem braku wypoczęcia, zmęczeniem fizycznym i psychicznym, gorszym samopoczuciem i utrudniają funkcjonowanie społeczne i zawodowe. Według Międzynarodowej Statystycznej Klasyfikacji Chorób i Problemów Zdrowotnych (ICD-10) bezsenność nieorganiczną (kodowaną jako F51.0) należy rozpoznać, gdy wymienione trudności występują z częstością trzech lub więcej nocy w tygodniu od czasu co najmniej jednego miesiąca. Powtarzające się bezsenne noce mogą usposabiać pacjentów do odczuwania napięcia lękowego przed położeniem się do snu, obaw o to, czy uda się przespać noc, a także natłoku myśli o różnego rodzaju trudnościach życiowych. Do rozpoznania bezsenności pierwotnej konieczne jest wykluczenie innych rodzajów zaburzeń snu (innych dyssomnii lub parasomnii), a także trudności ze snem spowodowanych chorobami somatycznymi, zaburzeniami psychicznymi, przyjmowaniem substancji psychoaktywnych (m.in. leków psychotropowych, alkoholu, narkotyków).
Latencja snu (ang. sleep onset latency)
Miarą trudności w zasypianiu jest odstęp czasu, jaki upływa od momentu położenia się do snu do momentu zaśnięcia. Odstęp ten określa się mianem latencji snu. Przy jego określaniu, za moment zaśnięcia uznaje się wejście w stadium drugie snu wolnofalowego (ang. non-rapid eye movement sleep – stage 2), co uchwytne jest podczas badania polisomnigraficznego. Za nieprawidłowe, nadmiernie wydłużone zasypianie (z nieprawidłowo długą latencją snu) uznaje się przypadki osób w wieku od 18 do 65 lat, u których zasypianie trwa ponad 30 minut, oraz osób po 65 roku życia, jeżeli zasypianie zajmuje ponad 45 minut.
Całkowity dobowy czas snu (ang. total sleep time)
Zwykle za zbyt krótki całkowity dobowy czas snu uznaje się sen trwający mniej niż 6–6½ godziny (w całkowity czas snu nie wlicza się okresów śródnocnego wybudzania się), jednak dobowe zapotrzebowanie na sen u poszczególnych ludzi może znacznie się różnić. W konsekwencji rozpoznanie bezsenności nie jest zasadne u osób z małą potrzebą snu, u których sen trwający mniej niż 6 godzin nie prowadzi do poczucia braku wypoczęcia, zmęczenia czy trudności w funkcjonowaniu.
Wydajność snu (ang. sleep efficiency)
Wydajność snu definiowana jest jako stosunek całkowitego czasu snu do czasu spędzonego w łóżku. Dla osób pomiędzy 18 a 65 rokiem życia prawidłowe wartości wydajności snu wynoszą ponad 90%, zaś dla osób po 65 roku życia ponad 85%.
Czuwanie wtrącone (ang. wake after sleep onset)
Sumaryczny czas czuwania spędzony w łóżku pomiędzy wieczornym zaśnięciem a ostatecznym przebudzeniem się rano, określany mianem czuwania wtrąconego, nie powinien przekraczać 30 minut. Wartości czuwania wtrąconego przekraczające 30 minut sugerują bezsenność, a ściślej, trudności w utrzymaniu ciągłości snu.

## Przyczyny
Wśród różnych przyczyn trwającej co najmniej miesiąc bezsenności u pacjentów kierowanych do ośrodka medycyny snu w 36% przypadków stwierdzono zaburzenia psychiczne, u 15% bezsenność pierwotną psychofizjologiczną, u 12% uzależnienie od alkoholu lub leków, u 12% zespół niespokojnych nóg, u 9% bezsenność subiektywną, u 6% zespół bezdechu sennego, u 6% bezsenność spowodowaną działaniem leków i u 4% bezsenność uwarunkowaną innymi przyczynami.

### Bezsenność pierwotna
Bezsenność pierwotna (inaczej samoistna) – uważana jest za odrębną jednostkę chorobową należącą do zaburzeń snu (charakteryzującą się określonym zespołem objawów, profilem patofizjologicznym, określonym przebiegiem, przewidywalną odpowiedzią na leczenie), w której bezsenność nie jest związana z innymi zaburzeniami psychicznymi ani też z chorobami somatycznymi czy działaniem substancji psychoaktywnych. W większości przypadków do zachorowania na bezsenność pierwotną dochodzi nagle pod wpływem stresujących wydarzeń życiowych. Po ustaniu czynnika stresogennego bezsenność przechodzi w fazę przewlekłą i może ustąpić po kilku miesiącach lub trwać latami, w trakcie których dochodzi do przejściowych pogorszeń lub popraw. Bezsenność pierwotna najczęściej ma podłoże psychofizojologiczne, co oznacza, że za jej wystąpienie odpowiadają utrwalone błędne nawyki naruszające zasady higieny snu, wysoki poziom napięcia lękowego, nadmierne obawy przed niemożnością zaśnięcia i konsekwencjami braku snu. Dla podkreślenia takiego podłoża bezsenności stosuje się termin bezsenność psychofizjologiczna.
Do głównych nawykowych błędów, które naruszają zasady higieny snu i odpowiadają za bezsenność, należą:
- siedzący tryb życia, deficyt wysiłku fizycznego
- szkodliwe nawyki żywieniowe np. spożywanie wieczorem obfitych, ciężkostrawnych posiłków
- niekomfortowe warunki do snu (np. niewygodny materac, zbyt wysoka lub zbyt niska temperatura w pomieszczeniu, hałas)
- stosowanie wieczorem środków pobudzających (kofeiny, nikotyny) oraz alkoholu
- podejmowanie pobudzających aktywności przed snem (np. oglądanie budzących silne emocje filmów lub korzystanie z gier komputerowych o podobnym wpływie)
- wykorzystywanie łóżka nie tylko do spania i współżycia seksualnego, lecz również do innych aktywności takich, jak oglądanie telewizji czy czytanie książek w pościeli (nadmierna ilość czasu spędzanego w łóżku)
- nieregularne godziny zasypiania i wstawania, np. wynikające z pracy zmianowej
- częste drzemki w ciągu dnia
- próby wyrównywania niedoboru snu poprzez wcześniejsze kładzenie się spać lub pozostawanie dłużej w łóżku po bezsennej nocy
- próby zaśnięcia „na siłę” i oczekiwanie na sen w łóżku, nawet wtedy, gdy sen nie przychodzi
- wieczorne oczekiwanie z napięciem i lękiem na to, jaka okaże się kolejna noc

Patofizjologiczny mechanizm odpowiadający za wystąpienie bezsenności pierwotnej nie został dotąd jednoznacznie określony. Badacze sugerują udział różnych modeli patofizjologicznych m.in. uwzględniających wpływ genów, neuroprzekaźników, poziomu aktywności osi podwzgórze-przysadka-nadnercza, kortyzolu, nieprawidłowości w funkcjonowaniu obwodów neuronalnych odpowiedzialnych za kontrolę rytmu snu i czuwania oraz temperatury ciała, poziom aktywności elektrycznej mózgu ocenianej w EEG itd.

### Inne pierwotne zaburzenia snu
Do pierwotnych przyczyn bezsenności zalicza się takie dyssomnie jak zaburzenia rytmu snu i czuwania oraz zespół bezdechu śródsennego oraz wszystkie zaburzenia zaliczane do parasomnii.

### Bezsenność wtórna
Termin bezsenność wtórna stosowany jest wówczas, gdy bezsenność jest jednym z objawów występujących w przebiegu zaburzeń zdrowotnych innych niż pierwotne zaburzenia snu. W konsekwencji przebieg bezsenności wtórnej zależny jest od charakteru schorzenia pierwotnego.

#### Zaburzenia psychiczne
Zaburzenia psychiczne, do objawów których należeć może bezsenność, to:
- depresja (w tym depresja maskowana)
- epizod manii
- zaburzenia lękowe
- zaburzenia jedzenia
- organiczne zaburzenia psychiczne
- schizofrenia
- zespół abstynencyjny
- toksykomania

#### Choroby somatyczne
Bezsenność może występować w przebiegu takich chorób jak:
- choroby objawiające się bólem
- zaburzenia układu krążeniowo-oddechowego
- schorzenia gruczołu krokowego, zapalenie dróg moczowych (związane z nocnym oddawaniem moczu)
- choroby tarczycy
- niewydolność wątroby lub nerek
- uszkodzenia ośrodkowego układu nerwowego

#### Stosowanie substancji psychoaktywnych
Przyjmowanie niektórych substancji psychoaktywnych może spowodować wystąpienie bezsenności. Do takich substancji należą:
- alkohol
- stymulanty, m.in. amfetamina, kokaina, kofeina

#### Bezsenność polekowa (jatrogenna)
Bezsenność może być następstwem niepożądanym stosowania różnych metod leczniczych, w tym niektórych leków:
- stymulanty (m.in. efedryna, a także niektóre leki psychotropowe o działaniu stymulującym takie jak metylofenidat, modafinil, adrafinil, selegilina)
- leki nootropowe (m.in. piracetam)
- niektóre leki przeciwdepresyjne o działaniu aktywizującym (w zależności od sposobu dawkowania i indywidualnej wrażliwości na lek np. bupropion)
- niektóre leki przeciwpsychotyczne o działaniu aktywizującym (m.in. arypiprazol, flupentyksol, sulpiryd, amisulpryd)
- niektóre leki przeciwpadaczkowe (np. lamotrygina, lewetyracetam)

## Rodzaje bezsenności
Bezsenność przygodna (inaczej krótkotrwała) – bezsenność trwająca krócej niż 4 tygodnie, najczęściej związana ze stresem spowodowanym bieżącymi sytuacjami.
Bezsenność przewlekła – bezsenność trwająca dłużej niż 4 tygodnie, często związana jest z depresją, zaburzeniami lękowymi, uzależnieniem od alkoholu, przewlekłymi chorobami somatycznymi np. zespołami bólowymi, chorobami narządu ruchu, zaburzeniami hormonalnymi.

## Następstwa bezsenności i współchorobowość
Bezsenność, zwłaszcza przewlekła, posiada szerokie spektrum poważnych następstw. Prowadzi ona do trudności w funkcjonowaniu poprzez upośledzenie uwagi ciągłej (koncentracji), pogorszenie pamięci roboczej oraz sprawności uczenia się. Pośrednimi następstwami bezsenności mogą być (spowodowane pogorszoną sprawnością poznawczą) wypadki w pracy lub wypadki komunikacyjne.
U 2/3 osób z bezsennością pierwotną stwierdza się współwystępowanie aktualnie lub w przeszłości objawów depresji lub zaburzeń lękowych. Próby zwalczania bezsenności poprzez tzw. „samoleczenie” alkoholem, substancjami psychoaktywnymi lub nieprawidłowo stosowanymi lekami nasennymi często prowadzą do rozwoju uzależnień, co może nasilać bezsenność.
Bezsenność może być czynnikiem rozwoju choroby niedokrwiennej serca. Nasilona bezsenność może powodować czterokrotne zwiększenie ryzyka wystąpienia epizodów wieńcowych. Bezsenność istotnie wiąże się z nadciśnieniem tętniczym.
Nasilona bezsenność – w której łączny czas trwania snu w ciągu doby jest krótszy niż 3,5–4,5 godziny – wiąże się większą o ponad 15% umieralnością pacjentów, przy czym związek ten występuje niezależnie od współwystępujących chorób. W przypadku łagodnej bezsenności nie wykazano istotnego związku z umieralnością pacjentów.

## Leczenie

### Leczenie bezsenności nieorganicznej (pierwotnej)
Leczenie bezsenności pierwotnej (psychofizjologicznej) rozpoczyna się od zastosowania metod niefarmakologicznych. Do najważniejszych z nich należą: przestrzeganie zasad higieny snu, technika kontroli bodźców (ang. stimulus control therapy – SCT), technika redukcji czasu snu, techniki relaksacyjne oraz psychoterapia poznawczo-behawioralna. Pomocniczo niekiedy zaleca się dodatkowe zastosowanie metody sprzężenia zwrotnego (ang. biofeedback). W przypadku niewystarczającej skuteczności wymienionych metod zaleca się zwykle zastosowanie farmakoterapii lekami o działaniu uspokajającym, nasennym lub ułatwiającymi zasypianie. Leczeniem bezsenności nieorganicznej zajmują się przede wszystkim lekarze specjalizujący się w psychiatrii, neurologii, a także lekarze rodzinni. Wybór odpowiednich metod w każdym przypadku powinien być przeprowadzony indywidualnie przy wzięciu pod uwagę ogólnego stanu zdrowia, sytuacji życiowej, mieszkaniowej, zawodowej etc..

#### Higiena snu i kontrola bodźców
Do podstawowych metod leczenia bezsenności pierwotnej należy przestrzeganie zasad higieny snu i kontrola bodźców. W praktyce może nie być możliwe dostosowanie się do wszystkich poniżej wymienionych zaleceń jednocześnie, tym niemniej im więcej z nich jest przestrzeganych, tym większe są szanse na złagodzenie bezsenności. Co więcej, korzystne efekty stosowania poniższych zaleceń mogą się nie pojawiać od pierwszych dni ich stosowania – zalecenia te należy raczej traktować jako formę treningu (warunkowania behawioralnego czy też uczenia się) wymagającego systematycznego praktykowania, co w perspektywie kolejnych tygodni może prowadzić do stopniowego ustępowania bezsenności, a w części przypadków może pozwolić uniknąć potrzeby stosowania leków nasennych:
- należy wstawać zawsze o tej samej porze, nawet wówczas, gdy nie ma się odczucia wypoczęcia po danej nocy,
- należy unikać kofeiny, nikotyny i alkoholu w ciągu 4–6 godzin przed snem,
- należy unikać ciemnych pomieszczeń w ciągu dnia,
- należy unikać w godzinach wieczornych silnego światła, w tym też pochodzącego od ekranu komputerowego i telewizyjnego,
- należy unikać drzemek w ciągu dnia,
- należy regularnie podejmować w godzinach popołudniowych aktywności wiążące się z wysiłkiem fizycznym (np. ćwiczenia fizyczne, uprawianie sportu),
- aktywności wykonywane bezpośrednio przed snem nie powinny być nadmiernie stymulujące (warto unikać np. głośnej, pobudzającej muzyki, zaś oglądanie filmów można zastąpić czytaniem książek o relaksującej treści),
- kolację należy spożywać najpóźniej 3 godziny przed snem,
- kolacja powinna być złożona z lekkostrawnych pokarmów,
- w godzinach wieczornych, zwłaszcza bezpośrednio przed snem nie należy spożywać jedzenia,
- nie należy wypijać nadmiernej ilości płynów bezpośrednio przed położeniem się spać, aby uniknąć wybudzania się w nocy z powodu parcia na mocz,
- przed zaśnięciem korzystne może być zastosowanie różnych technik relaksacyjnych (m.in. progresywnej relaksacji mięśni metodą Jacobsona, treningu autogennego Schultza, powolnego praktykowania jogi, podczas której odpowiednie techniki oddychania mogą pomóc zmniejszyć niepokój i napięcie mięśni),
- korzystne jest ustalenie sobie określonego schematu czynności poprzedzających położenie się do snu (takich, jak ciepła kąpiel, czytanie książki, relaksacja),

- należy używać łóżka wyłącznie do snu i życia seksualnego, zaś inne rodzaje aktywności takie, jak czytanie, oglądanie telewizji, jedzenie, należy wykonywać poza łóżkiem,
- korzystne może być kładzenie się wieczorem do łóżka dopiero wtedy, gdy odczuwa się senność,
- warto usunąć zegar z zasięgu wzroku w sypialni,
- materac powinien być wygodny i dopasowany do pozycji snu,
- sypialnia powinna mieć dopływ świeżego powietrza przez całą noc, a temperatura powietrza nie powinna być zbyt wysoka ani też zbyt niska,
- należy wyeliminować wszystkie źródła hałasu (można użyć stoperów dousznych),
- należy zminimalizować natężenie światła w sypialni (np. poprzez użycie grubych zasłon lub rolet),
- zamiast starać się zasnąć „na siłę” długo leżąc w łóżku, po około 20 minutach (należy unikać korzystania z zegarka) bezskutecznego leżenia bez poczucia nadchodzącego snu, należy wyjść z łóżka i udać się do innego pomieszczenia, zaś do łóżka powróć dopiero wtedy, gdy pojawi się uczucie senności.

#### Technika redukcji czasu spędzanego w łóżku
Metoda ta opiera się na ocenianiu stosunku całości czasu spędzanego w łóżku do czasu przesypianego. Współczynnik ten określany jest mianem „wydajności snu”. Jeżeli współczynnik wydajności snu jest niższy niż 80%, zgodnie z tą metodą należy skracać czas spędzany w łóżku stopniowo o 15–20 minut. Gdy współczynnik wydajności snu przyjmie wartości 80–85% nie zaleca się zmieniania ilości czasu spędzanego w łóżku. Wraz z upływem kolejnych tygodni i ustępowaniem bezsenności, gdy współczynnik wydajności snu przekracza 85–90%, należy wydłużać stopniowo czas spędzany w łóżku o 15–20 minut. Jednocześnie zaleca się, aby czas spędzany poza łóżkiem wykorzystywany był na wymienione w poprzednim podrozdziale aktywności, które zwiększają potrzebę snu. Część badaczy zaleca, aby ilości czasu spędzanego w łóżku nie skracać do mniej niż 6 godzin. Przykład: Długość snu wynosiła 5 godzin, zaś długość czasu spędzanego w łóżku 8,5 godziny, co dawało wartość współczynnika wydajności snu 59%. W kolejnych dniach redukowano po 15–20 minut ilość czasu spędzanego w łóżku aż do około 6 godzin – wówczas współczynnik wydajności snu zawierał się w przedziale 80–85%. Po upływie tygodnia całkowity czas snu wydłużył się do 5,5 godziny, co przy 6 godzinach spędzanych w łóżku dało współczynnik wydajności snu ponad 90%. W związku z tą zmianą stopniowo wydłużono czas spędzany w łóżku do 6,5 godziny itd.

#### Leczenie farmakologiczne
W przypadku występowania bezsenności, której towarzyszą objawy depresji, zwykle poprawę przynosi zastosowanie leków przeciwdepresyjnych o właściwościach ułatwiających zaśnięcie takich, jak agomelatyna, mirtazapina, mianseryna, trazodon czy amitryptylina.
Pomocne mogą być również neuroleptyki o działaniu sedatywnym, na przykład perazyna, promazyna, chloroprotyksen czy lewomepromazyna, a z neuroleptyków atypowych kwetiapina lub rysperydon. W odróżnieniu od typowych leków nasennych (np. benzodiazepin), wymienione leki przeciwdepresyjne i przeciwpsychotyczne nie mają właściwości uzależniających i w części przypadków mogą być stosowane z dobrym skutkiem przez wiele miesięcy, a nawet lat.
Leki nasenne (w tym benzodiazepiny, między innymi alprazolam, bromazepam, temazepam, estazolam, diazepam, klonazepam, midazolam a także inne, jak zopiklon, zolpidem, zaleplon i klorazepan), ze względu na ryzyko uzależnienia, nie powinny być rutynowo stosowane w leczeniu bezsenności pierwotnej. W przypadku konieczności ich zastosowania okres ich przyjmowania nie powinien być dłuższy niż 1–2 miesiące. Wynika to z faktu, iż często w ciągu 2–12 tygodni ich codziennego stosowania wzrasta tolerancja organizmu na ich działanie, polegająca na tym, że do zaśnięcia stopniowo mogą być potrzebne coraz wyższe dawki leku benzodiazepinowego, zaś przy próbach odstawienia tego leku bezsenność może się istotnie nasilać (innymi słowy może wystąpić tak zwana bezsenność z odbicia). Ryzyko pojawienia się tolerancji organizmu i uzależnienia wzrasta szczególnie wtedy, gdy lek stosowany jest zbyt często lub w dawkach wyższych niż zalecone przez lekarza. Uzależnienie od leków nasennych może manifestować się zespołem abstynencyjnym przebiegającym m.in. z objawami lękowymi o obrazie przypominającym zespół lęku uogólnionego. Aby zminimalizować ryzyko uzależnienia, zaleca się stosowanie leków nasennych w minimalnych, skutecznych dawkach oraz w miarę możliwości nie przyjmowanie ich codziennie. Przyjmowanie ich co kilka–kilkanaście dni znacznie ogranicza ryzyko uzależnienia i rozwoju tolerancji. Najskuteczniejsze w leczeniu bezsenności są leki krótko działające (np. benzodiazepiny takie, jak temazepam, estazolam, a także niebenzodiazepinowe leki nasenne: zopiklon, zolpidem oraz zaleplon), które zwykle nie powodują senności na następny dzień – są one szczególne przydatne w razie problemów z samym zasypianiem.
Poza działaniem anksjolitycznym (uspokajającym) działanie ułatwiające zaśnięcie i wydłużające sen mają także niektóre leki przeciwhistaminowe, np. hydroksyzyna, prometazyna, difenhydramina, doksylamina.
W leczeniu niektórych postaci bezsenności pomocna może być melatonina. Jej przydatność jest największa w przypadku osób z zaburzeniami snu spowodowanymi pracą zmianową, zmianami stref czasowych, osób niewidomych oraz osób z zespołem opóźnionej fazy snu.
W leczeniu bezsenności wykorzystuje się także leki melatonergiczne, m.in. ramelteon.
Trudności z zasypianiem lub ciągłością snu ustępują również przy zastosowaniu antagonistów receptorów oreksynowych (inaczej hipokretyny). Tego typu lekiem jest suworeksant.
Preparaty ziołowe (roślinne) dostępne bez recepty są często stosowane w leczeniu bezsenności przez pacjentów bez konsultacji z lekarzem. Ich skuteczność w leczeniu bezsenności jest słabo zweryfikowana. Przyjmuje się, że ich stosowanie może być zasadne wyłącznie w przypadkach krótkotrwałej bezsenności lub bezsenności wyraźnie związanej z przejściowym stresem. Ich długotrwałe przyjmowanie i zwlekanie z wizytą u lekarza są częstymi przyczynami opóźnień w rozpoznawaniu poważnych chorób takich, jak np. depresja czy zespół bezdechu obturacyjnego. Do preparatów ziołowych stosowanych w bezsenności należy waleriana (inaczej wyciąg z kozłka lekarskiego).
Farmakologiczne leczenie bezsenności pierwotnej może być prowadzone przez lekarzy psychiatrów, neurologów lub w przypadkach łagodnej bezsenności przez lekarzy rodzinnych.

### Leczenie bezsenności wtórnej
W przypadku bezsenności będącej następstwem innych chorób lub zaburzeń, dąży się do ich usunięcia. Sposób leczenia uzależniony jest od przyczyn bezsenności wtórnej. W części przypadków pomocniczo mogą być stosowane także niektóre metody wykorzystywane w leczeniu bezsenności pierwotnej, w tym farmakoterapia.

## Bezsenność u zwierząt
Problem bezsenności występującej u innych zwierząt poza człowiekiem jest stosunkowo słabo poznany. Często wskazuje się na podobieństwa pomiędzy zaburzeniami snu obserwowanymi u zwierząt a zaburzeniami snu u młodych ludzi. Dokładniejszych informacji dostarczyły badania nad bezsennością prowadzone na modelach zwierzęcych: myszy, szczurów, psów i niektórych naczelnych poza człowiekiem. Dzienne zapotrzebowanie na sen oraz dobowy rozkład snu są znane dla ponad 150 gatunków zwierząt, m.in. bezkręgowców, ryb, płazów, gadów, ptaków oraz 14 rzędów ssaków. Oceny tych parametrów i ustalenia norm dla poszczególnych gatunków dokonano w oparciu o badania elektroencefalograficzne i obserwacje behawioralne prowadzone zarówno w warunkach naturalnych, jak i laboratoryjnych.
|                                 | Człowiek  | Szczur      | Mysz        | Kot         | Pies       |
| ------------------------------- | --------- | ----------- | ----------- | ----------- | ---------- |
| Przesypiana zwykle część doby   | noc       | dzień       | dzień       | noc         | noc        |
| Dobowe zapotrzebowanie na sen   | 7–8 godz. | 12–15 godz. | 12–15 godz. | 12–13 godz. | 9–14 godz. |
| Przeciętna długość epizodów snu | 6–8 godz. | 10–14 min.  | 2–4 min.    | 78 min.     | 45 min.    |